# Horní Olešnice
Obec Horní Olešnice (něm. Ober Oels) se nachází v okrese Trutnov, kraj Královéhradecký. Leží v údolí Kalenského potoka, po severním hřbetu vede stará poštovní cesta s výhledy na východní část Krkonoš. V typicky podhorské obci s dochovanými roubenými domy žije 314 obyvatel. Lokalita je známá coby naleziště polodrahokamů, zejména achátů, chalcedonů a českých granátů.

## Historie
První písemná zmínka o obci pochází z roku 1241.

## Pamětihodnosti
V obci se kromě typických výklenkových kapliček nachází především památkově chráněná usedlost čp. 3. Nachází se ve středu obce, vlevo od silnice směr Dolní Kalná a při silnici směr Ždírnice. Objekt je chráněn od 3. 5. 1958, původní číslo popisné bylo 45. Zděný jednotný přízemní dům usedlosti byl vystavěn v 1. polovině 19. století a je příkladem zděné přestavby venkova v 19. století. Přízemní zděná stavba má polovalbovou střechu, štítovou stranou orientovanou k hlavní silnici. Kratší průčelí má tři okna obdélná, dříve se štukovou nadokenní výzdobou kruhů, závěsů a zvonečků. Ve štítě ve střední ose je zazděné okno, po jeho stranách dvě okna obélná a v krajích čtvrtkruhová okna vějířovitého členění. Ve vrcholu štítu je půlkruhovité okno rovněž vějířovitého členění. Druhý štít je jednoduchý. Střecha je polovalbová krytá taškami (dříve šindelem). Boční půlkruhový portál s plošným členěním ústupků a rozet ve vnitřních stěnách. Proti obytnému stavení se nacházela jedna stodola – větší, se dvojími vraty (zbořena mezi roky 2006 a 2011); na třetí, severovýchodní straně areálu je druhá stodola. Dvůr uzavírala dřevěná kolna.

## Části obce
- Horní Olešnice (k. ú. Prostřední Olešnice a Horní Olešnice)
- Ždírnice (k. ú. Přední Ždírnice a Zadní Ždírnice; částečně také Horní Olešnice)

## Současnost
Obec leží na dřívějším rozhraní německy a česky mluvící oblasti. Svou polohou je obec vhodná jak pro výlety do Krkonoš, tak i Českého ráje, prochází jí cyklotrasa č. 4302 střední obtížnosti a délkou necelých 20 km. Vede z Kunčic nad Labem přes Horní a Dolní Kalnou, Horní a Dolní Olešnici do obce Mostek. V Horní Olešnici je stále významný podíl soukromého zemědělství, v posledních letech tu pomalu, ale stabilně přibývá trvale žijících obyvatel.
| Datum    | Muži (do 15 let) | Muži (nad 15 let) | Ženy (do 15 let) | Ženy (nad 15 let) | Změna | Celkem |
| 1.1.2017 | 15               | 146               | 16               | 127               | 0     | 304    |
| 1.1.2016 | 15               | 147               | 15               | 127               | 8     | 304    |
| 1.1.2015 | 13               | 148               | 11               | 124               | 4     | 296    |
| 1.1.2014 | 13               | 145               | 9                | 125               | 1     | 292    |
| 1.1.2013 | 14               | 144               | 10               | 123               |       | 291    |

## Přehrada Vestřev
V údolí mezi Čistou u Horek a Dolní Olešnicí, kam patří i Horní Olešnice, počítal Plán hlavních povodí ČR s možnou výstavbou přehrady. Strategický dokument Ministerstva zemědělství a Ministerstva životního prostředí mimo jiné vytyčoval na území republiky dvě stovky míst, která jsou vhodná pro vybudování zádržných nádrží na akumulaci povrchové vody. Přestože PHP nepočítal v příštích 50 letech s budováním žádné z těchto nádrží, musely být všechny zaneseny do územních plánů obcí. Přehrada Vestřev měla být s plochou zhruba 1128 hektarů jednou z největších. Plán na výstavbu údolní nádrže Vestřev více než 30 let těžce zasahoval díky přísné stavební uzávěře do života a rozvoje obcí. Proti plánu protestoval kraj, obce i organizace. Výsledkem řady jednání v 90. letech 20. století bylo přeřazení hájení území pro výstavbu přehrady z kategorie A do B a následně konečné kategorie C v nejmírnějším režimu územního hájení, umožňující běžný rozvoj. V září 2012 byl vydán nový strategický dokument – Zásady územního rozvoje Královéhradeckého kraje, ve kterém bylo vyhověno připomínkám obcí Dolní Kalná, Dolní a Horní Olešnice a došlo k odstranění lokality Vestřev na Kalenském potoce z území chráněných pro akumulaci povrchových vod.
Závazným podkladem pro územní plány je nyní Generel území chráněných pro akumulaci povrchových vod (LAPV), schválený ministerstvy zemědělství a životního prostředí v roce 2011. Ještě výchozí podoba generelu v roce 2009 byla myšlenkově pevně ukotvena v 80. letech, kdy se počítalo s megalomanským zvětšením a zmnožením plánů z dob monarchie – v celé republice rezervoval místo pro skoro dvě stě nádrží s různým posláním. Po dlouhých diskusích v něm zbylo 65 míst, z toho v krkonošsko-jizerské oblasti jen dvě zmenšené nádrže: Fořt na Čisté v Rudníku a Babí na Babském potoce pod Rýchorami. 

## Symboly obce
Znak: v zeleno-stříbrně polceném štítě leží olšová ratolest o čtyřech listech opačných barev vyrůstající ze stříbrno-červeně polcené paty, vpravo jsou vlnité a vlevo planoucí čtyřmi plameny. V patě vpravo je červený broušený český granát, vlevo stříbrná růže s červeným semeníkem. Návrh vychází z obrazových historických pečetí Horní a Prostřední Olešnice, jejichž složité obrazy jsou v návrhu znaku reflektovány v heraldicky adekvátně zjednodušené podobě a doplněny několika dalšími figurálními motivy, jež připomínají relevantní geografické charakteristiky obce a názvy místních částí obce.
Vlajka představuje proporčně modifikované doslovné opakování znaku. List tvoří zelená žerďová a bílá vlající část a svisle dělený dolní čtvrtinový pruh, v žerďové části bílý, vlnitý třemi vrcholy a dvěma prohlubněmi a ve vlající částí červený, planoucí čtyřmi plameny s vrcholy ve třech pětinách šířky listu. Na svislé dělicí lince vyrůstá z dolního pruhu olšová ratolest o čtyřech listech opačných barev. V dolním pruhu u dělicí linky v bílé části červený broušený český granát, v zelené části bílá růže s červeným středem. Poměr šířky k délce je 2 : 3.

## Galerie

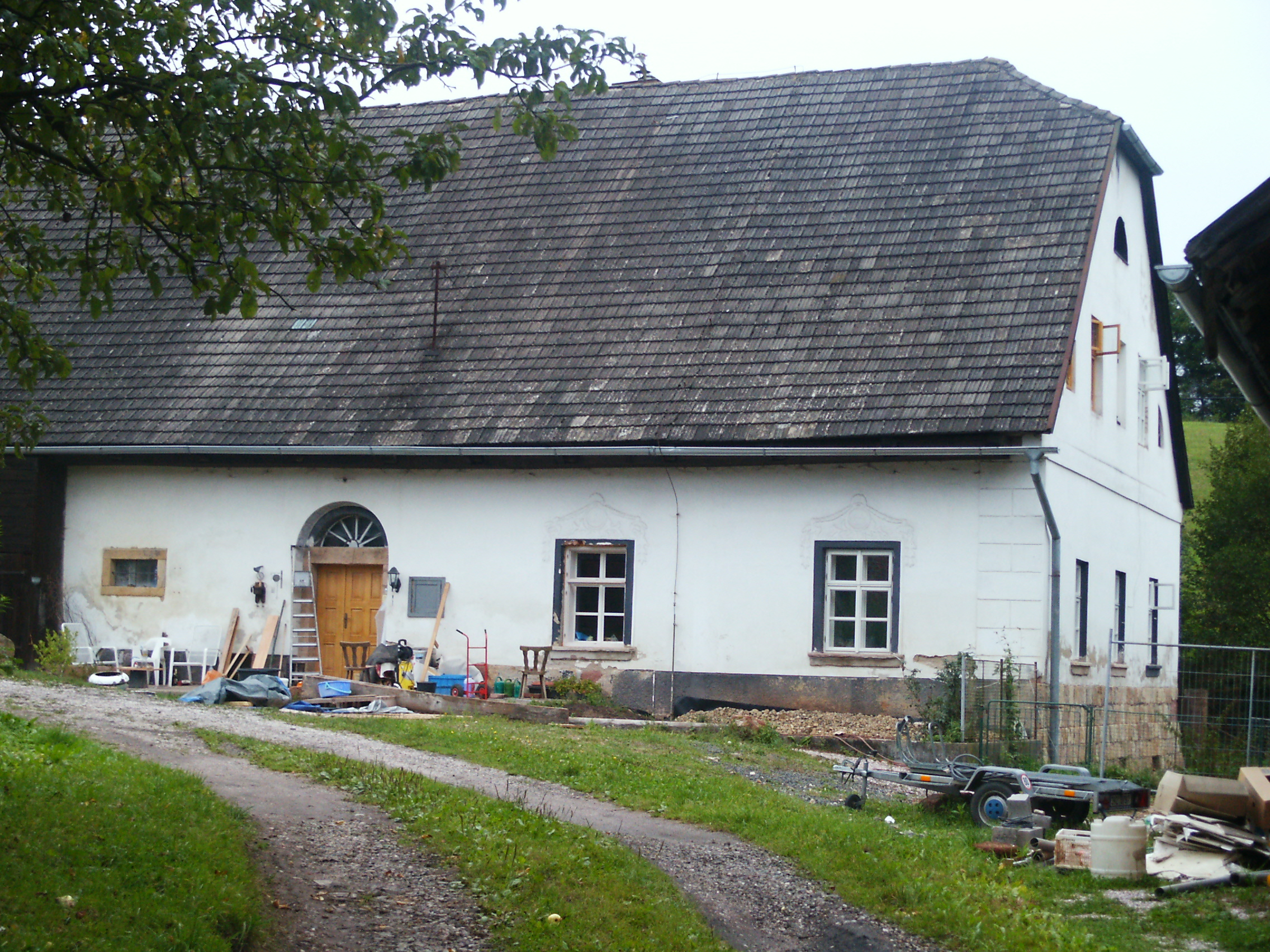
Kulturní památka dům čp. 3
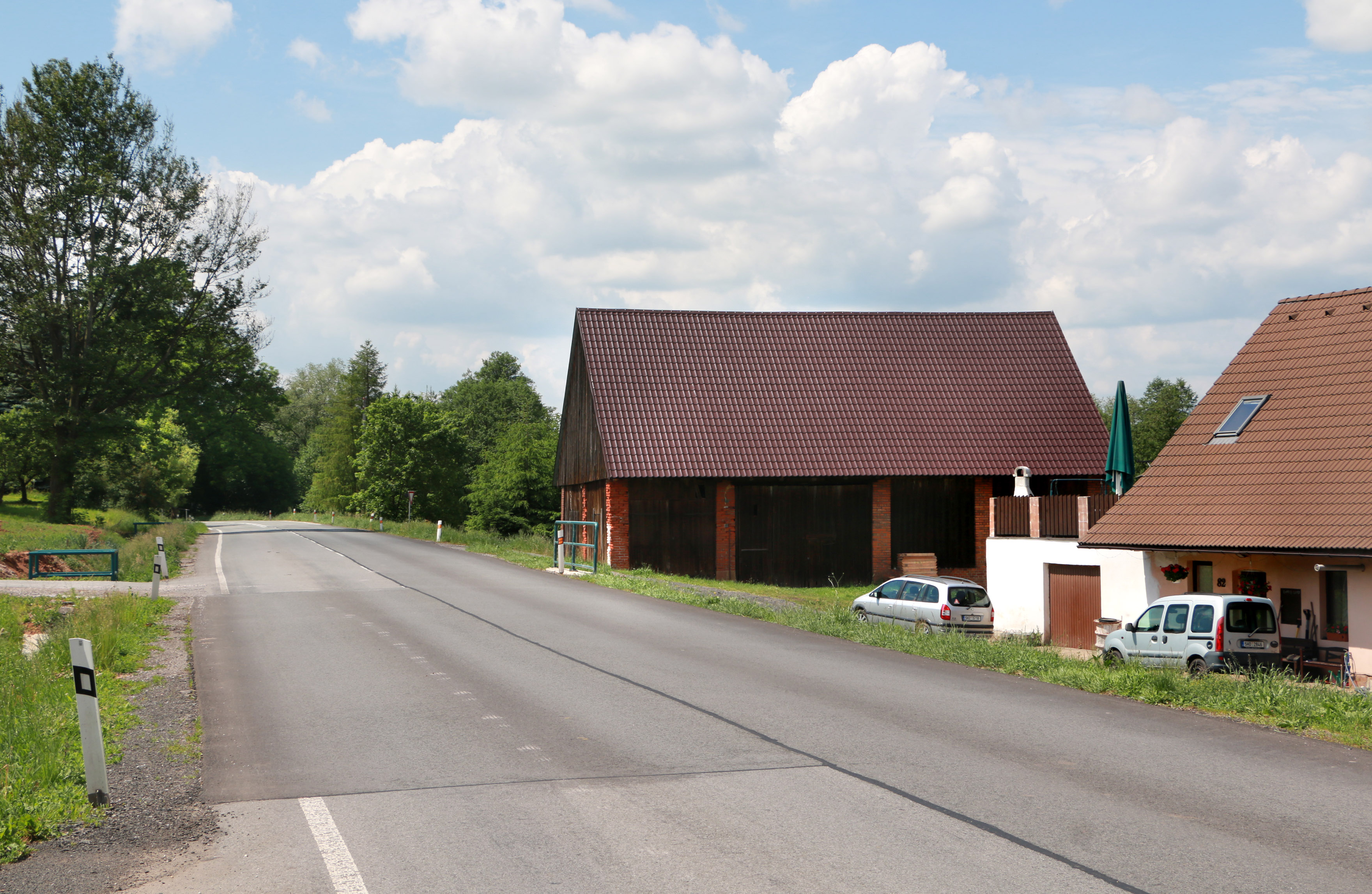
Silnice I. třídy č. 16
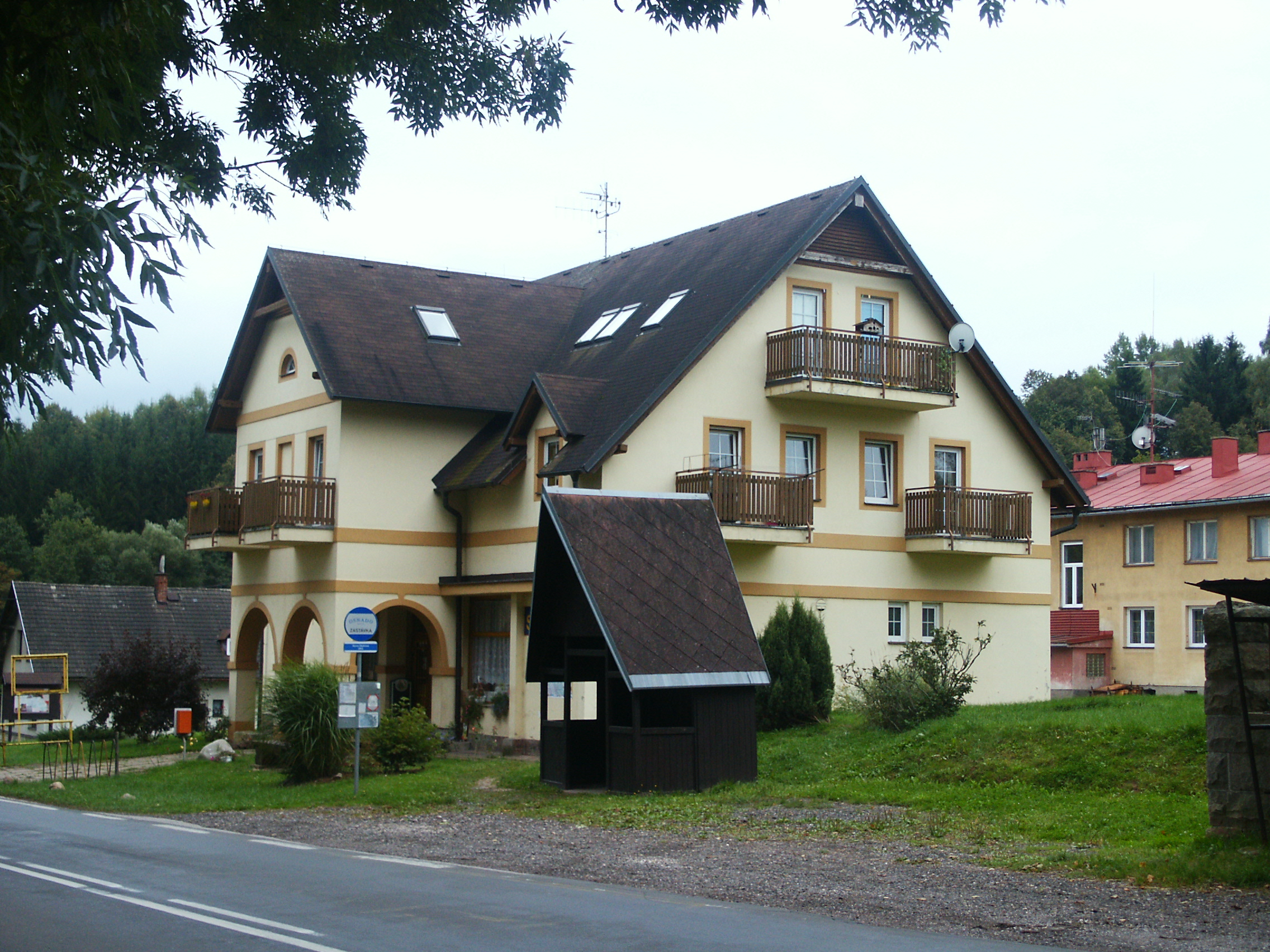
Autobusová zastávka
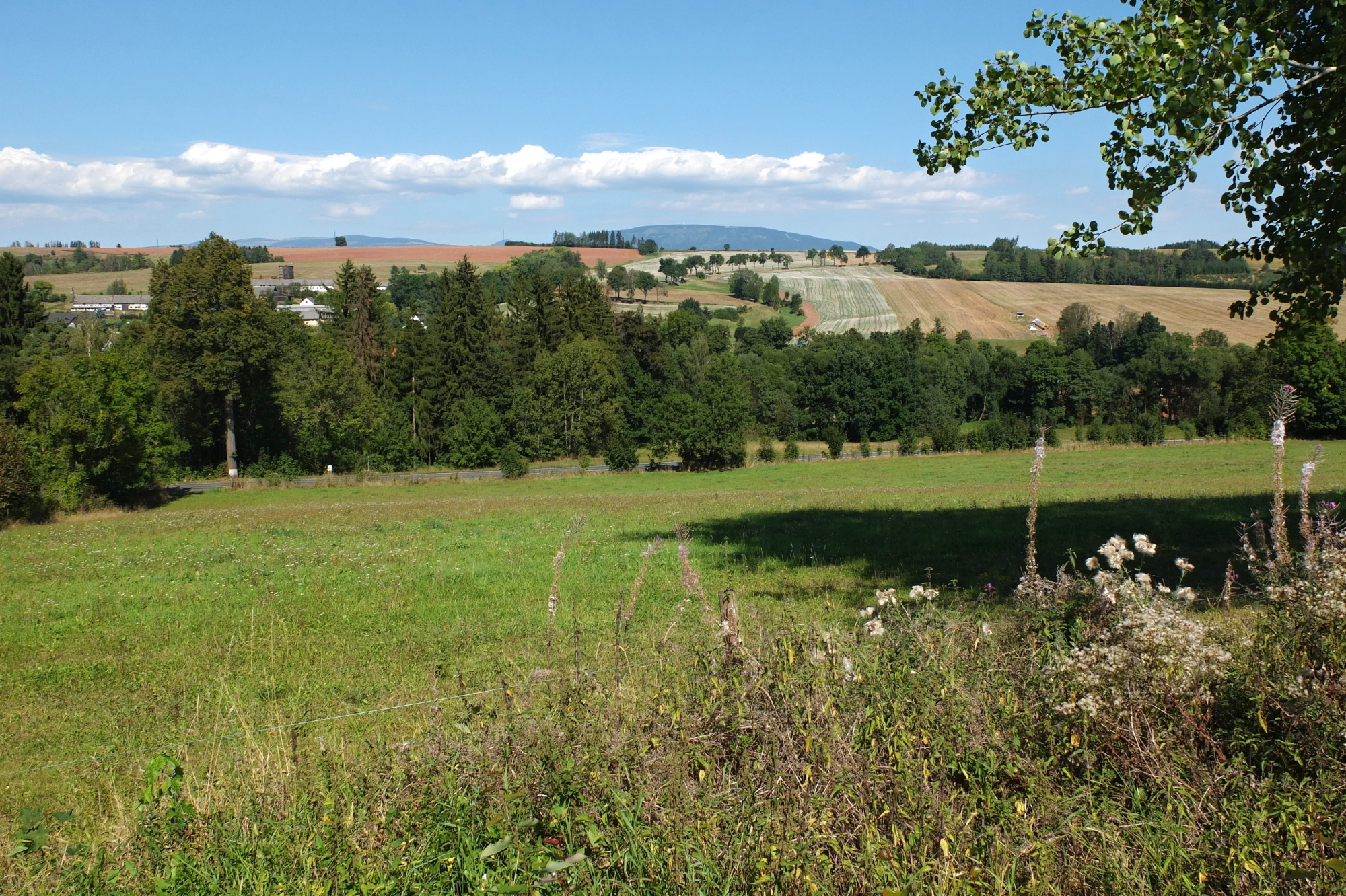
Pohled na Krkonoše
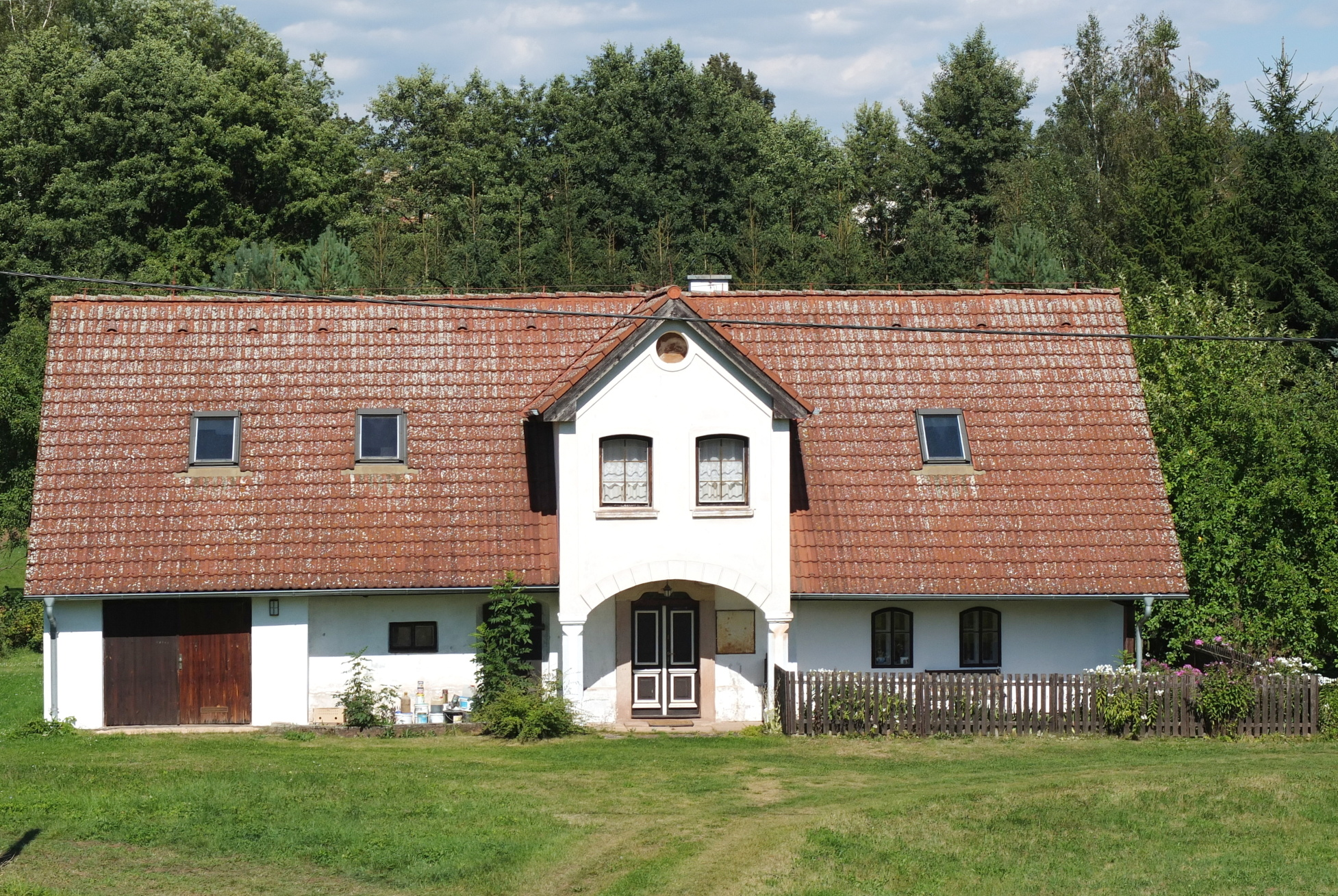
Horní Olešnice
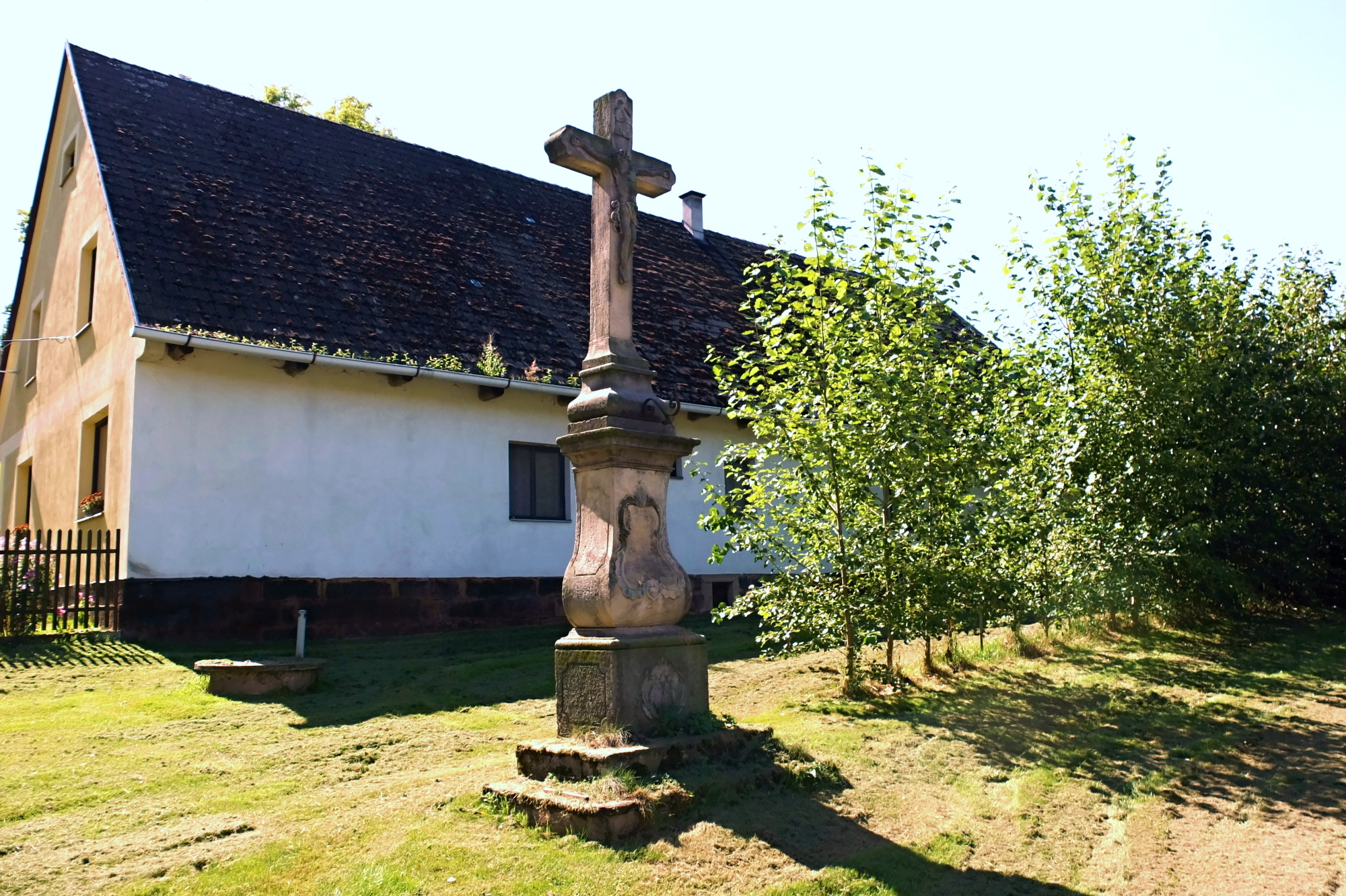
Horní Olešnice
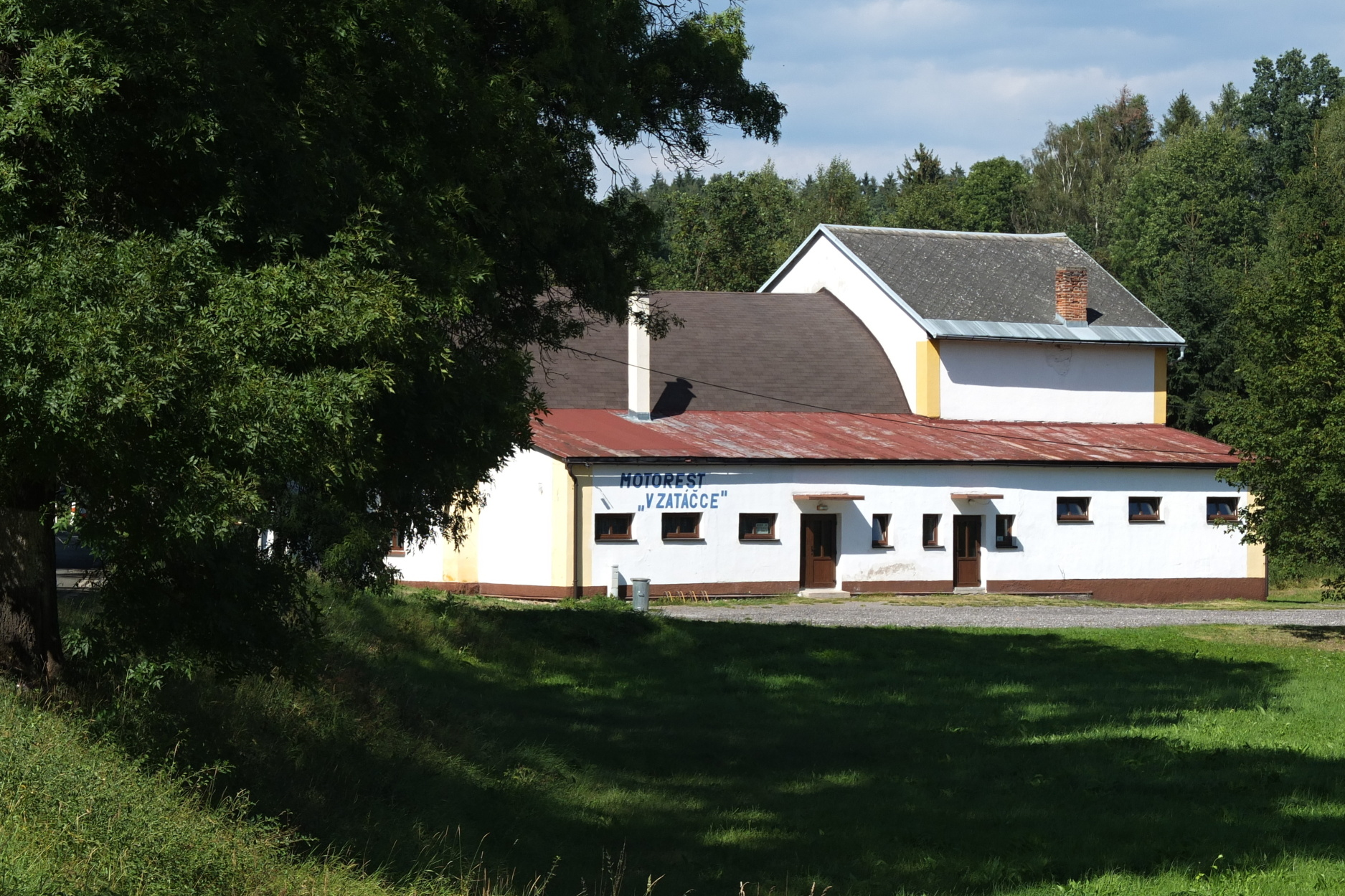
Obecní hospoda